# SYM-1
SYM-1 は、1978年ごろ Synertek が開発したワンボードマイコン。当初 VIM-1（Versatile Input Monitor）という名称だったが、法的な問題で1978年の4月から8月の間に改称された。
モステクノロジーの KIM-1 の競合製品であり、多くの点で共通する部分がある（搭載するマイクロプロセッサは同じ 6502）。KIM-1 に対する優位点は、+5V の電源だけで動作できる点、ROM上の機械語モニタ、ROM/EPROMを挿入できるソケットを3つ備えている点、RAMを基板上で4キビバイトまで増設可能である点、RS-232シリアルポート、高速オーディオカセット記憶装置インタフェース（185バイト/s、KIM-1 は 8バイト/s）などである。また、基板上にバッファ回路があり、高電圧機器や大電流機器との接続が容易である。
SYM-1 特有の機能として、オシロスコープを接続でき、それをソフトウェアで制御して32文字表示のディスプレイとして使うことができた。
Synertek は、BASIC言語のROMやアセンブラ/エディタ (RAE) のROMを別売りしていた。また Eastern House Software と契約し、マクロアセンブラ/エディタ (MAE) を 8K ROM で販売していた。RAE や MAE を書いたのは、 Carl Moser である。MAE は SYM-1 だけでなく、他の 6502 を使ったコンピュータ向けにも発売された（コモドール、アタリ、モステクノロジー、Apple）。